# Höörs köping
Denna artikel handlar om den tidigare kommunen Höörs köping. För orten se Höör, för dagens kommun, se Höörs kommun.
Höörs köping var en tidigare kommun i Malmöhus län.

## Administrativ historik
Höörs köping bildades 1939 genom en utbrytning ur Höörs landskommun där Höörs municipalsamhälle (fram till 1916 stavat Hör) funnits sedan den 25 oktober 1901. Den nya köpingen räknade 1 720 invånare, varav 1 487 invånare hörde till det forna municipalsamhället och de resterande 233 till några andra kringliggande områden som också överförts till den nybildade köpingen från landskommunen.
Den 1 januari 1949 överflyttades till köpingen ett område med 900 invånare från Höörs landskommun.
1969 inkorporerades Snogeröds landskommun (utom Hurva församling), Norra Frosta landskommun samt Tjörnarps församling ur Sösdala landskommun. 1971 ombildades köpingen till Höörs kommun.
Köpingen hörde till Höörs församling.

## Köpingsvapnet
Blasonering: I rött fält en kvarnsten av silver och däröver en ginstam av silver belagd med tre röda lågor.
Vapnet fastställdes av Kungl. Maj:t för Höörs köping 1949. Lågorna i det övre hörnet syftar på namnet (offerplats) kvarnstenen om att sådana tillverkats i trakten. Efter kommunombildningen registrerades vapnet på nytt i PRV 1974. 

## Geografi
Höörs köping omfattade den 1 januari 1952 en areal av 6,20 km², varav 6,14 km² land.

### Tätorter i köpingen 1960
I Höörs köping fanns tätorten Höör, som hade 3 357 invånare den 1 november 1960. Tätortsgraden i köpingen var då 97,3 procent.

## Befolkningsutveckling
| Befolkningsutvecklingen i Höörs köping 1940–1970 | Befolkningsutvecklingen i Höörs köping 1940–1970 | Befolkningsutvecklingen i Höörs köping 1940–1970 | Befolkningsutvecklingen i Höörs köping 1940–1970 | Befolkningsutvecklingen i Höörs köping 1940–1970 |
| --- | ------------------------------------------------ | ------------------------------------------------ | ------------------------------------------------ | ------------------------------------------------ |
| |                                                  |                                                  |                                                  |                                                  |
| År |                                                  |                                                  | Invånare                                         |                                                  |
| 1940 | 1940                                             |                                                  | 1 719                                            | 1 719                                            |
| 1945 | 1945                                             |                                                  | 1 841                                            | 1 841                                            |
| 1950 | 1950                                             |                                                  | 3 082                                            | 3 082                                            |
| 1955 | 1955                                             |                                                  | 3 293                                            | 3 293                                            |
| 1960 | 1960                                             |                                                  | 3 422                                            | 3 422                                            |
| 1965 | 1965                                             |                                                  | 3 709                                            | 3 709                                            |
| 1970 | 1970                                             |                                                  | 8 829                                            | 8 829                                            |
| Källa: SCB - Folkmängd inom administrativa områden 1910-1961 och Folkmängd 31 dec 1950-1975 i län, kommuner och församlingar enligt kommunindelningen 1 jan 1976. |                                                  |                                                  |                                                  |                                                  |

## Politik

### Mandatfördelning i valen 1950-1968
| 6 | 6 | 8 |

| 18 |

| 6 | 6 | 8 |

| 18 |

| 6 | 6 | 8 |

| 17 | 3 |

| 10 | 9 | 6 |

| 24 |

| 9 | 9 | 7 |

| 22 |

| 9 |  | 7 | 8 |

| 22 |

| 10 | 2 | 7 | 6 |

| 25 |

| 9 | 3 | 6 | 7 |

| 22 |

| 12 | 3 | 10 | 7 | 8 |

| 37 |